# Mandrake (musikalbum)
Mandrake är det tyska power metal-bandet Edguys femte studioalbum, utgivet i september 2001 på AFM Records och i Japan på Victor. Albumet återutgavs i remastrad digipakutgåva i juli 2022.
"Painting on the Wall" släpptes som singel, och "All the Clowns" innebar bandets första musikvideo.
Mandrake nådde plats 19 på den tyska topplistan och plats 32 på den svenska.

## Låtlista
1. "Tears of a Mandrake" – 7:11
2. "Golden Dawn" – 6:08
3. "Jerusalem" – 5:27
4. "All the Clowns" – 4:49
5. "Nailed to the Wheel" – 5:41
6. "The Pharaoh" – 10:37
7. "Wash Away the Poison" – 4:40
8. "Fallen Angels" – 5:15
9. "Painting on the Wall" – 4:38
10. "Save Us Now" – 4:37
11. "The Devil and the Savant" – 5:26

Bonusspår på den remastrade digipakutgåvan
1. "Wings of a Dream (2001 Version)" – 5:03

## Medverkande
Musiker
- Tobias Sammet – sång, keyboard, orgel
- Jens Ludwig – leadgitarr, bakgrundssång
- Dirk Sauer – rytmgitarr, bakgrundssång
- Tobias Exxel – basgitarr, bakgrundssång
- Felix Bohnke – trummor

Bidragande musiker
- Frank Tischer – piano
- Ralf Zdiarstek – bakgrundssång
- Rob Rock – bakgrundssång
- Markus Schmitt – bakgrundssång
- Daniel Schmitt – bakgrundssång

Produktion
- Edguy – exekutiv producent
- Norman Meiritz – inspelningstekniker
- Mikko Karmila – mixning
- Mika Jussila – mastering
- Jean-Pascal Fournier – omslagskonst, albumkonst
- Thomas Ewerhard – layout
- Alex Kuehr – foto